# Kirby's Adventure
Ne doit pas être confondu avec Kirby's Adventure Wii.
Kirby's Adventure (星のカービィ 夢の泉の物語, Hoshi no Kābī: Yume no Izumi no Monogatari, litt. « Kirby des étoiles : Le Conte de la Fontaine des rêves ») est un jeu vidéo de plate-forme sorti sur Nintendo Entertainment System développé par HAL Laboratory en 1993. Il a pour héros Kirby,.
C'est le deuxième jeu mettant en scène la petite boule rose, mais le premier sur une console de salon de Nintendo. Kirby saute, vole, nage, gobe des ennemis et peut s'approprier leurs pouvoirs (lance-flamme, tornade, roche...). Le joueur doit traverser 8 niveaux divisés en une dizaine de zones pour libérer le monde coloré de Dreamland de l'emprise du roi pingouin Dadidou. La cartouche intègre 3 sauvegardes et des mini-jeux en bonus.
C'est l'un des derniers jeux de la NES.

## Personnages
- Kirby, le héros, capable pour la première fois d'obtenir les pouvoirs de ses ennemis. Il les perd au moindre choc, sauf la capacité finale et l'épée de Meta Knight. Il dispose de six points de vie.
- Whispy Woods, gardien du premier morceau du Bâton Étoile (l'objet que le Roi Dadidou a volé puis brisé en sept). C'est un boss récurrent dans la franchise. Il s'agit d'un pommier doté d'un visage.
- Paint Roller, dont les dessins prennent vie et lui servent à se défendre. C'est le deuxième boss à affronter.
- M. Radieux et M. Brillant, le soleil et la lune qui coopèrent. Forment le boss du troisième monde. Ils agissent en duo : tandis que l'un affronte Kirby en face, l'autre fait tomber sa puissance depuis le ciel. Chacun dispose de la moitié de l'énergie d'un boss normal.
- Kracko, gardien du quatrième monde. Il faut rejoindre son arène dans les nuages avec la capacité Super-Saut, en prenant garde au défilement vertical mortel.
- Heavy Mole, gardien du cinquième monde, un robot muni d'un seul œil qui creuse et créé un défilement horizontal. Il envoie des sbires qui endorment (rouges) ou fournissent le don Marteau (jaune).
- Meta Knight, dont c'est la première apparition. On le voit une fois par monde lâcher ses sbires sur Kirby, ou donner des Super-Sucettes. Il est affronté au sixième monde, affronté avec une Épée impossible à perdre.
- Roi Dadidou, dernier gardien à battre. On apprend après sa défaite qu'il a séparé le Bâton Étoile pour le protéger du maléfique Sorcier Cauchemar, que l'on affronte sous deux formes dans le monde 8 pour finir le jeu.
- Le Sorcier Cauchemar, le boss final. Il a corrompu la Fontaine des Rêves, ce qui a poussé le Roi Dadidou à agir ainsi. Kirby l'affronte sous ses deux formes (forme boule et forme normale) grâce au Bâton Étoile, la source d'énergie de la Fontaine des Rêves et unique faiblesse de ce boss. Il est le principal méchant du jeu.

## Système de jeu
Kirby's Adventure est le premier jeu Kirby où le personnage obtient des abilités en avalant ses adversaires (ennemis réguliers, mini-boss battus). Le jeu est beaucoup plus développé que son prédécesseur : il y a 8 mondes comportant chacun 4 à 6 niveaux environ, excepté le monde final, où Kirby affronte le boss final sous deux formes différentes.
Les 8 mondes sont les suivants: 
- Vallée Légume, une colline verdoyante comportant aussi une forêt dense.
- Île Crème Glacée, une île tropicale avec des jungles et des plages désertes.
- Basilique Dorée, une tour au milieu d'une clairière forestière comportant principalement des niveaux verticaux.
- Jardins des Nuages, un monde céleste comportant quelques tours.
- Cour Yaourt, un monde montagneux comportant des canyons, une forêt, et des cavernes.
- Océan Orange, un monde maritime comportant des îles tropicales et de la banquise.
- Station de l'Arc-en-Ciel, un monde glacé comportant un niveau inspiré de Kirby's Dream Land.
- La Fontaine des Rêves, qui ne contient que le boss final.

## Commercialisation
Un remake du jeu est sorti sur Game Boy Advance, sous le nom Kirby: Nightmare in Dream Land, en 2003. Le jeu conserve  en de nombreux points le même gameplay mais contient des ajouts notables comme un mode multijoueur jouable jusqu’à quatre, des graphismes remaniés, et des mini-jeux modifiés pour pouvoir être aussi joués à quatre joueurs.
Il est également disponible sur la Console virtuelle de la Wii, l'eShop de la Nintendo 3DS et dans la collection de jeux NES du service Nintendo Switch Online depuis le 13 février 2019. La version 3DS tire parti des fonctions 3D de la console.